# 香港十公里挑戰賽
香港十公里挑戰賽，簡稱香港10K，是由香港業餘田徑總會（田總）主辦的道路長跑賽，創始於2005年，2009年起由運動品牌ASICS冠名贊助，2017年起改由運動用品連鎖店「運動家」冠名贊助，為田總主辦或合辦的香港六大長跑賽事之一，2024年起由運動品牌New Balance冠名贊助。
2016年的賽事已於11月6日舉行，是年度的主題為「渴望超越」。而2017年的賽事將於11月5日舉行。
大會並為香港業餘田徑總會認可的跑會提供優先參賽名額，持有香港業餘田徑總會「運動員註冊證」的跑手，可以在公開報名前約1個月，經跑會優先報名此項賽事，無需與普通參賽者一同上網報名。
2019年10月，香港警方一度向田總發出反對通知書，要求停辦2019年度賽事，經協商後改為如期舉行。

## 賽制
- 2008年：10公里、3公里
- 2010年：10公里

## 比賽路線
天影路近濕地公園路（起點）→天影路（南行）→洪天路（南行）→洪水橋田心路口折返→洪天路（北行）→洪志路口折返→洪天路（南行）→洪水橋田心路口折返→洪天路（北行）→天影路（北行）→天影路近濕地公園路（終點）

## 外部連結
- 香港十公里挑戰賽，香港業餘田徑總會